# إيملي إيفان راي
إيملي إيفان راي (بالإنجليزية: Emily Evan Rae)‏ هي عارضة وممثلة أمريكية، ولدت في 31 مايو 1999 في كاليفورنيا في الولايات المتحدة.

## أعمال

### أفلام
- (2008) مارلي وأنا[2][3]

## وصلات خارجية
- إيملي إيفان راي على موقع IMDb (الإنجليزية)
- إيملي إيفان راي على موقع ألو سيني (الفرنسية)
- إيملي إيفان راي على موقع كينوبويسك (الروسية)